# Vernou-sur-Brenne
Vernou-sur-Brenne é uma comuna francesa na região administrativa do Centro, no departamento Indre-et-Loire. Estende-se por uma área de 25,85 km². Em 2010 a comuna tinha 2 751 habitantes (densidade: 106,4 hab./km²).